# Caledopsyche cheesmanae
Caledopsyche cheesmanae là một loài Trichoptera trong họ Hydropsychidae. Chúng phân bố ở miền Australasia.